# Air Poland
Air Poland (dawniej Air Italy Polska) – polskie czarterowe linie lotnicze, należące do grupy Swiss Capital Holding AG, działające od lutego 2007 do kwietnia 2012 roku. Ich bazą był port lotniczy Warszawa-Okęcie. Linia ogłosiła bankructwo 26 kwietnia 2012 po tym, jak główny udziałowiec nie wywiązał się ze swych zobowiązań wobec Air Poland.

## Historia
Linia powstała w 2007 roku z inicjatywy Air Italy Group. Do jej floty należał samolot Boeing 757-200 o numerze rejestracyjnym EI-IGC (obecnie samolot powrócił do Air Italy). W sezonie letnim 2008 linia obsługiwała połączenia także na wynajętym od linii Astraueus Boeingu 757-200 (numer rejestracyjny G-OPJB).
W związku z rozwojem linii podjęto decyzję o zmianie nazwy z Air Italy Polska na Air Poland.
Od maja 2011 linia miała obsługiwać regularne połączenia z Krakowa, Pragi i Budapesztu do Chicago i Hamilton. Połączenia te miały być obsługiwane Boeingiem 767-200. W dniu 17 maja 2011 ogłoszono zawieszenie tych połączeń z powodu zrzeczenia się licencji do prowadzenia działalności gospodarczej przez kanadyjskie biuro podróży Panorama Travel & Tours, które zajmowało się obsługą połączeń i sprzedażą biletów. 11 lutego 2012 całościowy pakiet Air Poland zakupił Swiss Capital Holding. Pierwszym krokiem było podniesienie kapitału zakładowego o 11,5 miliona złotych, co miało umożliwić pozyskanie samolotu szerokokadłubowego oraz kolejnego Boeinga 737-800. Pieniądze jednak nie wpłynęły na konto przewoźnika, nastąpiły roszady własnościowo-inwestycyjne, pojawił się nowy inwestor P. Dariusz Paszke. Firma bezskutecznie starała się wrócić na rynek lotniczy.

## Flota
| Rejestracja | Samolot        | Przylot do Polski | Poprzedni użytkownik | Uwagi |
| ----------- | -------------- | ----------------- | -------------------- | ----- |
| SP-IGN      | Boeing 737-800 | maj 2010          | Hong Kong Airlines   |       |